# ماركسية لينينية
الماركسية اللينينية هي تيار إيديولوجي شيوعي برز كاتجاه سائد بين الأحزاب

## نظرة عامة
خلال فترة إقامة الاشتراكية في الإمبراطورية الروسية السابقة، كانت البلشفية الأساس الأيديولوجي للاتحاد السوفييتي. بصفته الحزب الطليعي الذي يقود إقامة الاشتراكية وتطورها، مثّل الحزب الشيوعي سياسات الاشتراكية بالشكل الصحيح. وبالنظر إلى ان اللينينية كانت وسيلةً ثورية لإقامة الاشتراكية في ممارسات الحكومة، مالت العلاقة بين الأيديولوجيا وصناعة القرار إلى البراغماتية واتُخذت معظم قرارات السياسة في ضوء التطور المستمر والدائم لأيديولوجيا الماركسية اللينينية، أي التكيف الأيديولوجي مع الشروط الفعلية.
بعد خمسة أعوام على وفاة فلاديمير لينين (1924)، أتمّ جوزيف ستالين وصوله إلى السلطة وكان قائد الاتحاد السوفييتي الذي نظّر وطبّق نظريات لينين وكارل ماركس الاشتراكية كذرائع سياسية لتحقيق خططه للاتحاد السوفييتي والاشتراكية العالمية. مثّل كتاب حول قضايا اللينينية (1926) الماركسية اللينينية كأيديولوجية شيوعية منفصلة وقدّم هرمية عالمية للأحزاب الشيوعية والأحزاب الطليعية الثورية في كل بلد في العالم. إلى جانب ذلك، أصبح تطبيق ستالين للماركسية اللينينية على حالة الاتحاد السوفييتي يُعرف بالستالينية، الأيدلويولوجيا الرسمية للدولة حتى وفاته عام 1953. في الخطاب السياسي الماركسي، كان للستالينية، التي تدل وتشير إلى نظرية وممارسة ستالين، استخدامان، هما إشادة بستالين من قبل الماركسيين اللينينيين الذي يرون أن ستالين طوّر بنجاح إرث لينين ونقدًا لستالين من قبل الماركسيين اللينينيين وماركسيين آخرين نددوا بتطهيرات ستالين السياسية وقمعه للطبقات الاجتماعية وترهيبه البيروقراطي.
بصفتهم المعارضة اليسارية لستالين ضمن الحزب والحكومة السوفييتية، حاجج تروتسكي والتروتسكيون أن أيديولوجيا الماركسية اللينينية كانت تناقض الماركسية واللينينية في النظرية، وبذلك كانت أيديولوجيا ستالين غير نافعة لتطبيق الاشتراكية في روسيا. علاوةً على ذلك، حدد التروتسكيون ضمن الحزب أيديولوجيتهم الشيوعية المناهضة للستالينية بالبلشفية اللينينية وأيدوا الثورة الدائمة لتمييز أنفسهم عن تبريرات ستالين وتطبيق الاشتراكية في بلد واحد.
في أعقاب الانقسام الصيني السوفييتي في ستينيات القرن العشرين، ادّعى كل من الحزب الشيوعي الصيني والحزب الشيوعي السوفييتي بأنه الوريث الوحيد وخليفة ستالين في ما يتعلق بالتفسير الصحيح للماركسية اللينينية والقائد الأيديولوجي للشيوعية العالمية. في هذا السياق، مثّل فكر ماو تسي تونغ، تحديث وتكييف ماو تسي تونغ للماركسية اللينينية مع الظروف الصينية التي تكون فيها الممارسة الثورية أساسيةً والأورثوذوكسية الأيديولوجية ثانويةً، الماركسية اللينينية الحضرية المتكيفةً مع الصين ما قبل الصناعية. تطوّر الادعاء أن ماو قد كيّف الماركسية اللينينية مع الظروف الصينية إلى فكرة أنه حدّثها بطريقة جذرية يمكن تطبيقها في العالم بأسره. نتيجةً لذلك، أصبح فكر ماو تسي تونغ الأيديولوجيا الرسمية للدولة في جمهورية الصين الشعبية وكذلك أيضًا الأساس الأيديولوجي للأحزاب الشيوعية في جميع أنحاء العالم التي تضامنت مع الصين. في أواخر سبعينيات القرن العشرين، طوّر حزب الدرب المضيء الشيوعي البيروفي وولّف فكر ماو تسي تونغ في ماركسية لينينية ماوية، شكْل معاصر من الماركسية اللينينية وهو مستوى أعلى مفترض من الماركسية اللينينية يمكن تطبيقه عالميًا.
في أعقاب الانقسام الصيني الألباني في سبعينيات القرن العشرين، بدأ جزء صغير من الماركسيين اللينينيين بالتقليل من دور ماو في الحركة الدولية الماركسية اللينينية والتنديد به لصالح حزب العمل الألباني وبالتزام أكثر صرامة بستالين. تسبب رفض ألبانيا للواقعية السياسية التي انتهجتها الصين بما يخص التقارب الأمريكي الصيني، بشكل خاص زيارة ريتشارد نيكسون إلى الصين عام 1972 الذي عدّه مناهضو التحريفية في حزب العمال الألباني خيانةً أيديولوجية لنظرية العوالم الثلاثة الخاصة بماو والتي استبعدت تقاربًا سياسيًا كهذا مع الغرب. بالنسبة للماركسيين اللينيين الألبانيين، أشارت التعاملات الصينية مع الولايات المتحدة إلى التزامات ماو العملية المتناقصة تجاه الأورثوذوكسية الأيديولوجية والأممية البروليتارية. ردًا على انحرافات ماو غير الأورثوذوكسية بوضوح، نظّر أنور خوجة، الأمين العام لحزب العمال الألباني، لماركسية لينينية مناهضة للتحريفية، أشير إليها بالخوجية، التي حافظت على ماركسية لينينية أورثوذوكسية عند مقارنتها مع أيديولوجيا الاتحاد السوفييتي ما بعد ستالين.
في كوريا الشمالية، حلّت جوتشي رسميًا محل الماركسية اللينينية في عام 1977. وعلى الرغم من ذلك، ما يزال يشار إلى الحكومة في بعض الأحيان بأنها ماركسية لينينية، أو بشكل أكثر شيوعًا بأنها ستالينية، بالنظر إلى بنيتها الاقتصادية والسياسية. في الدول الاشتراكية الماركسية اللينينية الأربع الأخرى، وهي الصين وكوبا ولاوس وفيتنام، تبنّت الأحزاب الحاكمة الماركسية اللينينية كأيديولوجيا رسمية لها، على الرغم من أن تلك الدول أعطتها تفسيرات مختلفة من حيث السياسة العملية. بقيت الماركسية اللينينية الأيديولوجيا الستالينية والماوية والخوجية المهناضة للتحريفية بجزئها الأعظم وكذلك أيضًا أيديولوجيا بعض الأحزاب الشيوعية غير الحاكمة التي أُصلحت أو تخلت عن الستالينية في جميع أنحاء العالم. ينتقد مناهضو التحريفية حكم بعض الدول الشيوعية عبر ادعاء أنها كانت بلدان رأسمالية دولة حَكمها التحريفيون. على الرغم من أن الفترات والبلدان التي تُعرّف بأنها رأسمالية دولة أو تحريفية تتنوع في أحزابها وأيديولوجياتها المختلفة، تقبل جميعها أن الاتحاد السوفييتي كان اشتراكيًا خلال عصر ستالين. يرى المايون أن جمهورية الصين الشعبية أصبحت رأسمالية دولة بعد وفاة ماو. ويرى الخوجيون أن جمهورية الصين الشعبية كانت دائمًا رأسمالية دولة ويتمسكون بأن جمهورية ألبانيا الاشتراكية الشعبية هي الدولة الاشتراكية الوحيدة بعد الاتحاد السوفييتي في ظل ستالين.

## التاريخ

### البلاشفة وثورة فبراير والحرب العالمية الأولى (1903-1917)

فلاديمير لينين الذي تزعم جناح البلاشفة داخل حزب العمال الديمقراطي الاشتراكي الروسي

يسبق تاريخ أُسس عناصر الماركسية اللينينية وفاة فلاديمير لينين على الرغم من أنها صيغت بعد وفاته خلال حُكم جوزيف ستالين في الاتحاد السوفييتي، واستمرت بكونها الأيديولوجيا الرسمية للدولة بعد التخلي عن الستالينية والأيديولوجيا الرسمية لدول ماركسية لينينية أخرى. نشأت فلسفة الماركسية اللينينية كممارسة سياسية استباقية للفصيل البلشفي من حزب العمال الاشتراكي الديمقراطي الروسي في تحقيق التغيير السياسي في روسيا القيصرية. حولت قيادة لينين البلاشفة إلى الطليعة السياسية للحزب التي تألفت من ثوريين محترفين طبّقوا المركزية الديمقراطية لانتخاب القادة والمسؤولين وكذلك تحديد السياسة عبر النقاش الحر، ثم تطبيقها بشكل حاسم من خلال العمل الموحد. كانت طليعية الالتزام الاستباقي والبراغماتي بتحقيق الثورة ميزة البلاشفة في التفوق على الأحزاب السياسية الليبرالية والمحافظة التي دافعت عن الديمقراطية الاشتراكية دون خطة عمل عملية للمجتمع الروسي الذي أرادوا حكمه. أتاحت اللينينية للحزب البلشفي تولّي قيادة ثورة أكتوبر عام 1917.
قبل اثني عشر عامًا على ثورة أكتوبر عام 1917، كان البلاشفة قد فشلوا في تولّي قيادة الثورة الروسية عام 1905 (22 يناير 1905 – 16 يونيو 1907) بسبب أن مراكز العمل الثوري كان متباعدة للغاية للتوصل إلى التنسيق السياسي المطلوب. لتوليد زخم ثوري من عمليات القتل التي ارتكبها الجيش القيصري في واقعة الأحد الدامي (22 يناير 1905)، شجع البلاشفة العمال على استخدام العنف السياسي بهدف إرغام الطبقات الاجتماعية البرجوازية (النبلاء وملاك الأراضي والبرجوازية) على الانضمام إلى الثورة البروليتارية للإطاحة بالملكية المطلقة لقيصر روسيا. كان الأمر الأشد أهمية أن تجربة الثورة هذه دفعت لينين إلى تصور وسائل رعاية الثورة الاشتراكية من خلال التحريض والدعاية وحزب سياسي صغير منضبط وجيد التنظيم.
على الرغم من اضطهاد الشرطة السرية الذي مارسته أوخرانا (إدارة حماية الأمن والنظام العام)، فقد عاد البلاشفة المهاجرون إلى روسيا للتحريض والتنظيم والقيادة، إلا أنهم عادوا إلى المنفى حين باءت الحماسة الثورية للشعب بالفشل في عام 1907.

### ثورة أكتوبر والحرب الأهلية الروسية (1917 - 1922)
في مارس عام 1917، أدى تنازل القيصر نيكولاس الثاني إلى تشكيل حكومة روسيا المؤقتة (مارس - يوليو 1917)، الذي أعلن آنذاك عن الجمهورية الروسية (سبتمبر - نوفمبر 1917). في وقت لاحق من الثورة البلشفية، أدى استيلاء البلاشفة على السلطة ضد الحكومة المؤقتة إلى تأسيسهم جمهورية روسيا الاتحادية الاشتراكية السوفيتية (1917-1991)، ومع ذلك بقيت أجزاء من روسيا تحت احتلال الحركة البيضاء المناهضة للثورة من الشيوعيين الذين اتحدوا معًا لتشكيل الجيش الأبيض للمشاركة بالحرب الأهلية الروسية (1917-1922) ضد البلاشفة. علاوة على ذلك، على الرغم من الحرب الأهلية بين الحركتين البيضاء والحمراء، ظلت روسيا مشاركة في الحرب العظمى التي تخلى عنها البلاشفة مع معاهدة برست-ليتوفسك التي أثارت بعد ذلك تدخل الحلفاء في الحرب الأهلية الروسية من قِبَل جيوش سبعة عشر دولة، والتي تضم بريطانيا العظمى وفرنسا وإيطاليا والولايات المتحدة واليابان الإمبراطورية.
في مناطق أخرى، ساعدت الثورة البلشفية الناجحة في روسيا في تيسير الثورة الألمانية التي حدثت بين عامي 1918-1919 إلى جانب الثورات والتدخلات في المجر (1918-1920) التي انتهت بتشكيل الجمهورية المجرية الأولى والجمهورية المجرية السوفيتية. في برلين، قاتلت الحكومة الألمانية بمساعدة وحدات فرايكوربس المرتزقة لقمع انتفاضة سبارتاكوس التي بدأت كإضراب عام. في ميونيخ، حاربت مرتزقة فرايكوربس المحلية ضد الجمهورية البافارية السوفيتية وهزمتها. في هنغاريا، قاتلت الجيوش الملكية لمملكتي رومانيا ويوغوسلافيا إلى جانب جيش الجمهورية التشيكوسلوفاكية الأولى ضد العمال غير المنظمين الذين أعلنوا الجمهورية السوفييتية المجرية. وسرعان ما تم سحق هذه القوات الشيوعية من قِبَل القوى المناهضة للشيوعية بعد فشلها في محاولات لخلق ثورة شيوعية دولية. مع ذلك، نجحت الثورة في آسيا، عندما قامت الثورة المنغولية عام 1921 بتأسيس الجمهورية الشعبية المنغولية (1924-1992). ارتفعت النسبة المئوية لمندوبي البلاشفة في مؤتمر عموم روسيا السوفييتي من 13% في المؤتمر الأول في يوليو عام 1917 إلى 66% في المؤتمر الخامس عام 1918.
مثلما وعدت الشعوب الروسية في أكتوبر 1917، انسحب البلاشفة من مشاركة روسيا في الحرب العظمى في 3 مارس عام 1918. في نفس العام، قام البلاشفة بتوطيد سلطة الحكومة من خلال طرد المنشيفيين والثوريين الاشتراكيين واليساريين الاشتراكيين من السوفيت. أسّست الحكومة البلشفية آنذاك الشرطة السرية في تشيكا (اللجنة الاستثنائية لعموم روسيا) للقضاء على المعارضة المناهضة للبلاشفة في البلاد. في البداية، كانت هناك معارضة قوية للنظام البلشفي لأنه لم يحلّ مشكلة نقص الغذاء والفقر المادي للشعب الروسي مثلما وعد في أكتوبر 1917. ومن هذا السخط الاجتماعي، أبلغت قوات تشيكا عن نشوب 118 انتفاضة، بما في ذلك تمرد كرونشتات (7-17 مارس عام 1921) ضد التقشف الاقتصادي للشيوعية الحربية التي فرضها البلاشفة. كانت روسيا الزراعية متطورة بما فيه الكفاية لتأسيس نظام رأسمالي، لكن لم تكن متطورة بما فيه الكفاية لتأسيس نظام اشتراكي. أما بالنسبة لروسيا البلشفية، فقد أظهرت الفترة ما بين 1921-1924 حدوث التعافي الاقتصادي والمجاعة (1921-1922) والأزمة المالية (1924) في آنٍ واحد. بحلول عام 1924، تم تحقيق تقدم اقتصادي كبير، ثم بحلول عام 1926 كانت الحكومة البلشفية قد حققت مستويات إنتاج اقتصادية تعادل مستويات إنتاج روسيا في عام 1913.
كانت السياسات الاقتصادية البلشفية الأولية في الفترة من 1917 وحتى 1918 حذرة للغاية، مع تأميم محدود لوسائل الإنتاج التي كانت ملكية خاصة للطبقة الأرستقراطية الروسية خلال الملكية القيصرية. التزم لينين على الفور بتجنب عداء القرويين عن طريق بذل الجهود لإبعادهم عن الثوريين الاشتراكيين، والسماح لهم بالاستيلاء على عقارات النبلاء في حين لم يتم سنّ أي تأميم فوري على ممتلكاتهم الخاصة. كان مرسوم الأراضي (8 نوفمبر عام 1917) قد أوفى لينين بوعده بإعادة توزيع أراضي روسيا الصالحة للزراعة على القرويين، الذين قاموا باستصلاح مزارعهم من الأرستقراطيين وضمان ولائهم للحزب البلشفي. للتغلب على الانقطاعات الاقتصادية للحرب الأهلية وسياسة شيوعية الحرب (1918-1921)، تم اعتماد تشكيل سوق منظمة كوسيلة خاضعة لسيطرة الدولة لتوزيع وتأميم المزارع واسعة النطاق والتي تضمن اشتراط وتوزيع الحبوب من أجل تغذية العمال الصناعيين في المدن في حين كان الجيش الأحمر يحاول تفشيل حركة الجيش الأبيض لاستعادة الملكية المطلقة لعائلة رومانوف في روسيا. وعلاوة على ذلك، أدت عمليات الاستيلاء القسري على الحبوب التي لا تحظى بشعبية سياسية إلى تثبيط القرويين عن الزراعة، إلى انخفاض المحاصيل ونقص الأغذية ما أدى لاحقًا إلى إضرابات عمالية وأعمال شغب. في هذا الحدث، أنشات الشعوب الروسية نظامًا اقتصاديًا يعتمد على المقايضة والسوق السوداء لمواجهة إبطال الحكومة البلشفية للنظرية النقدية.
في عام 1921، أعادت السياسة الاقتصادية الجديدة بعض المشاريع الخاصة لتنشيط الاقتصاد الروسي. كجزء من تسوية لينين البراغماتية مع المصالح المالية الخارجية في عام 1918، أعادت رأسمالية الدولة البلشفية بشكل مؤقت 91% من الصناعة إلى الملكية الخاصة حتى تعلّم الروس السوفيتيين أنظمة التكنولوجيا والتقنيات اللازمة لتشغيل وإدارة الصناعات. والأمر المهم هو أن لينين أعلن أن تطور الاشتراكية لن يكون ممكنًا على النحو الذي اعتقده الماركسيون في الأصل. كان أحد الجوانب الرئيسية التي أثرت على النظام البلشفي هو الظروف الاقتصادية المتخلفة في روسيا والتي اعتبرت غير مواتية للنظرية الماركسية الأرثوذكسية للثورة الشيوعية. في ذلك الوقت، ادّعى الماركسيون الأرثوذكس أن روسيا كانت جاهزة لتطوير النظام الرأسمالي لكن ليس الاشتراكي. دعا لينين إلى ضرورة إنشاء مجموعة كبيرة من المثقفين التقنيين لمساعدة التنمية الصناعية في روسيا والنهوض بمراحل التنمية الاقتصادية الماركسية إذ كان لديها قلة قليلة من الخبراء التقنيين في ذلك الوقت. وفي هذا السياق، شرح لينين الأمر على النحو التالي: «إن فقرنا كبير إلى الحد الذي يجعلنا غير قادرين على استعادة الإنتاج الكامل على مستوى المصانع والدولة والاشتراكية». وأضاف أن تطور النظام الاشتراكي سوف يسير وفقًا للظروف المادية والاجتماعية والاقتصادية الفعلية في روسيا وليس مثلما تم وصفه تجريديًا من قِبَل ماركس لأوروبا الصناعية في القرن التاسع عشر. وللتغلب على الافتقار إلى الروسيين المتعلمين القادرين على العمل وإدارة الصناعة، دعا لينين إلى تطوير نخبة مثقفة من شأنها أن تدفع التنمية الصناعية في روسيا إلى تحقيق الاكتفاء الذاتي.

## تاريخ المصطلح
تم إعداد مصطلح «الماركسية اللينينية» من قبل القائد ستالين في كتابه (اسئلة حول اللينينية) واعتمدت كإيديولوجية رسمية للاتحاد السوفياتي أثناء فترة حكم القائد ستالين. ولم يزل الخلاف قائم بين المؤرخين وعلماء السياسة فيما إذا كان القائد ستالين اتبع فعلا مبادئ ماركس ولينين. ادعى أنصار ليون تروتسكي أن ستالين لم يطبق الإيديولوجية المعلنة للإتحاد السوفياتي فطوروا مصطلح «البلشفية اللينينية» كإيديولوجيا خاصة بهم. ويؤكد الشيوعيون اليساريون أن الماركسية اللينينية لا تتعارض مع الماركسية الحالية.
يُستعمل مصطلح «الماركسية اللينينية» بشكل رئيسي على اعتبار ان القائد ستالين نجح في حمل إرث لينين (الستالينيون والماويون).
بعد الانفصال الشيوعي بين الإتحاد السوفياتي والصين ادعى كل حزب من هذين البلدين أنه الوريث الفكري الوحيد للماركسية اللينينية. في الصين، طور ماو تسي تونغ الماركسية اللينينية للتوافق مع الظروف الصينية ونتج عن ذلك فكرة أنه طورها بطريقة رئيسية يمكن تطبيقها على العالم أجمع، وبالتالي مصطلح الماركسية-اللينينية أفكار ماو تسي تونغ (المشهور بالماوية) استخدم بشكل متزايد لوصف الإيديولوجية الرسمية للدولة الصينية كما أنها كانت الأساس الإيديولوجي للأحزاب الشيوعية حول العالم التي تتعاطف مع الحزب الشيوعي الصيني أو ترفض الفكر السياسي السوفييتي. بعد وفاة ماو تسي تونغ، صاغ الماويون البيروفيون المرتبطين بالحزب الشيوعي في البيرو (الدرب المضيء) في وقت لاحق مصطلح الماركسية اللينينية الماوية واعتبروا أن الماوية مرحلة متقدمة من الماركسية. حتى عام 1984 حيث اقيم مؤتمر للعديد من الأحزاب الماركسية اللينينية التي اعتبرت الماوية تطورا ثالثا.
بعد الانفصال الشيوعي بين الصين وألبانيا، بدء جزء من أتباع الماركسية اللينينية في ألبانيا بالتنصل من دور ماو تسي تونغ في الحركة الشيوعية العالمية لصالح حزب العمل الألباني التابع فكريا لأنور خوجا الرئيس الألباني والذي يعتبر نفسه وكيلا لفكر ستالين والماركسية اللينينية بدون أي تطوير معرفي حقيقي على عكس الماوية التي قدمت للنظرية الماركسية اللينينية العديد من النظريات الفلسفية كما في كتابات ومؤلفات ماو تسي تونغ.
في كوريا الشمالية، تم حل الماركسية اللينينية رسميا في العام 1977 من قبل الزوتشية، حيث أصبحت مفاهيم الطبقية والصراع الطبقي (وبعبارة أخرى الماركسية بحد ذاتها) لا تلعب دوراً مهماً. ولم يزل يشار إلى الحكومة على أنها حكومة ماركسية لينينية أو ستالينية بشكل أكبر نتيجة لتركيبتها السياسية والاقتصادية.
في الدول الشيوعية الثلاث الموجودة حاليا (وهي كوبا، لاوس وفيتنام) تتبنى الأحزاب الحاكمة في إيديولوجيتها الرسمية مبدأ الماركسية اللينينية على الرغم من أنها تقدم له تفسيرات مختلفة في السياسة العملية.

## الاستخدام الحالي
بعض الأحزاب الشيوعية المعاصرة تتبنى الماركسية-اللينينية في إيديولوجيتها الأساسية، كما أن بعض هذه الأحزاب الشيوعية عدل توجهاته حسب الظروف السياسية المحلية الجديدة بعد انهيار الإتحاد السوفياتي، تضمن بعض الأحزاب في اسمها كلمة «الماركسية-اللينينية» لتتميز عن أحزاب شيوعية أخرى في نفس البلد وتعتبر الأحزاب التي لا تتبنى هذه الإيديولوجية كأحزاب رجعية أو تحريفية.
هناك ارتباك كبير في فهم المصطلحات المعقدة للمدارس المختلفة المشتقة من الفكر الماركسي الذي يستخدم مصطلح الماركسية-اللينينية كمرادف لأي مدرسة مشتقة من الفكر الماركسي من قبل الأحزاب التي ترفض المؤتمر العشرين للحزب الشيوعي السوفيتي وقرارته حول التعايش السلمي مع الدول الرأسمالية والعديد من النقاط النظرية الأخرى.
كان الرئيس الصّيني ماو تسي تونغ هو من أكّد على خطّ الماركسية اللينينية في إسهاماته على مستوى نظري، ولهذا تسمى العديد من الأحزاب الماركسية اللينينية بالماوية وكذلك اعتمدت العديد من الأحزاب نفس هذه التسمية أي الماوية.